# XY gonadální dysgeneze

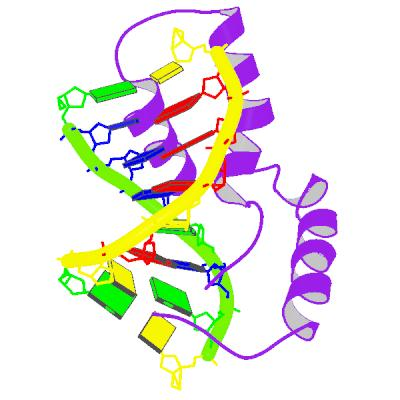
SRY protein

XY gonadální dysgeneze, také známá jako Swyerův syndrom, je typ hypogonadismu u člověka, jehož karyotyp je 46, XY. Pacienti obvykle mají normální ženské vnější genitálie, identifikují se jako ženy a jsou vychováváni jako dívky.
Postižená osoba je externě ženou, ale s nefunkčními gonádami. Místo ovarií nacházíme vláknitou tkáň - takzvané „proužkovité gonády“, a pokud osoba není léčena, neprojde pubertou. Gonády bývají obvykle chirurgicky odstraněny, protože nesou významné riziko rozvoje rakoviny. Typickou léčbou je hormonální substituční terapie. Syndrom byl pojmenován po endokrinologovi Geraldu Swyerovi žijícím v Londýně.

## Příznaky a symptomy
Lidé se Swyerovým syndromem se rodí se vzhledem normální ženy z většiny anatomických hledisek, kromě toho, že dítě má nefunkční pohlavní žlázy místo vaječníků nebo varlat. Protože jejich vaječníky nevyvolávají žádné významné změny těla před pubertou, vada reprodukčního systému obvykle zůstává nezjištěná, dokud neselže nástup puberty. Vypadají jako normální dívky, a obecně jsou za ně považovány.
Důsledky Swyerova syndromu bez léčby:
- Gonády nemohou vyrábět estrogen, takže prsa se nevyvíjí a děloha neroste a nemenstruuje, dokud není podán estrogen. Ten je často podáván transdermálně.
- Gonády nemohou vyrábět progesteron, takže menstruační období není předvídatelné, dokud není podáván progestin, obvykle ve formě pilulek.
- Gonády nemohou produkovat vajíčka, takže početí dítěte není bez zásahu možné. U jedné ženy s XY gonadální dysgenezí se vyskytl případ neasistovaného těhotenství. Žena s dělohou a vaječníky, ale bez ženské gamety, je schopna otěhotnět implantací oplodněného vajíčka jiné ženy (přenos embryí).
- Proužkovité gonády s buňkami obsahujícími chromozom Y mají vysokou pravděpodobnost rozvoje rakoviny, zejména gonadoblastomu. Proužkovité gonády bývají obvykle odstraněny do jednoho roku od diagnózy, protože rakovina může začít již v kojeneckém věku.

## Genetika
Genetické asociace Swyerova syndromu zahrnují:
| Typ                                                                                | OMIM   | Gen       | Místo   |
| ---------------------------------------------------------------------------------- | ------ | --------- | ------- |
| 46, XY gonadální dysgeneze, kompletní, související se SRY                          | 400044 | SRY       | Yp11.3  |
| 46, XY gonadální dysgeneze, úplná nebo částečná, související s DHH                 | 233420 | DHH       | 12q13.1 |
| 46, XY gonadální dysgeneze, úplná nebo částečná, s nebo bez nadledvinového selhání | 612965 | NR5A1     | 9q33    |
| 46, XY gonadální dysgeneze, kompletní, související s CBX2                          | 613080 | CBX2      | 17q25   |
| 46, XY gonadální dysgeneze, úplná nebo částečná, s delecí 9p24.3                   | 154230 | DMRT1 / 2 | 9p24.3  |

Bylo identifikováno i sedm dalších genů s možnými asociacemi, ale ty jsou doposud méně prozkoumané.

### Čistá gonadální dysgeneze
Existuje několik forem gonadální dysgeneze . Termín „čistá gonadální dysgeneze“ (PGD) se používá k popisu podmínek s normálními sadami pohlavních chromozomů (např. 46, XX nebo 46, XY), jako opak těch, jejichž gonadální dysgeneze vychází z chybějících celých nebo části druhého pohlavního chromozomu. Druhá skupina zahrnuje ty s Turnerovým syndromem (tj. 45, X) a jeho varianty, jakož i ty se smíšenou gonadální dysgenezí a směsí buněčných linií, z nichž některé obsahují Y chromozom (např. 46, XY / 45, X).
Swyerův syndrom je tedy označován jako PGD, 46, XY a XX gonadální dysgeneze je označována jako PGD, 46, XX.  Lidé s PGD mají normální karyotyp, ale mohou mít defekty specifického genu na chromozomu.

## Patogeneze
Prvním známým krokem sexuální diferenciace normálního XY plodu je vývoj varlat. Raná stádia tvorby varlat ve druhém měsíci těhotenství vyžadují působení několika genů, z nichž jeden z nejranějších a nejdůležitějších je SRY : oblast chromozomu Y, která určuje pohlaví. Mutace SRY jsou odpovědné za mnoho případů Swyerova syndromu.
Když je takový gen vadný, indiferentní gonády selhávají v diferenciaci na varlata u XY (geneticky mužského) plodu. Bez varlat se nevytváří žádný testosteron ani antimüllerův hormon (AMH). Bez testosteronu se Wolffovy vývody nevyvíjejí, takže se netvoří žádné vnitřní mužské orgány. Nedostatek testosteronu také znamená, že nedochází k tvorbě dihydrotestosteronu a v důsledku toho selhává virilizace vnějších genitálií, což vede k normálním ženským genitálím. Bez AMH se z Müllerových kanálků vyvinou normální vnitřní ženské orgány (děloha, vejcovody, děložní hrdlo, vagína).

## Diagnóza
Vzhledem k neschopnosti proužkovitých gonád produkovat pohlavní hormony (estrogeny i androgeny) se většina sekundárních pohlavních charakteristik nevyvíjí. To platí zejména o estrogenních změnách, jako je vývoj prsou, rozšíření pánve a boků a menstruace. Protože nadledviny mohou vytvářet omezené množství androgenů a nejsou tímto syndromem ovlivněny, většina z těchto osob si vyvine stydké ochlupení, i když často zůstává řídké.
Vyhodnocení zpožděné puberty obvykle odhalí zvýšení gonadotropinů, které naznačuje, že hypofýza poskytla signál pro pubertu, ale gonády nereagují. Další kroky hodnocení obvykle zahrnují kontrolu karyotypu a zobrazení pánve. Karyotyp odhaluje chromozomy XY a zobrazování pánve demonstruje přítomnost dělohy, ale žádné vaječníky (proužkované gonády obvykle nejsou vidět). Ačkoli karyotyp XY může také naznačovat úplný syndrom necitlivosti na androgen, nepřítomnost prsou a přítomnost dělohy a ochlupení tuto možnost vylučují. V tomto okamžiku je obvykle možné, aby lékař provedl diagnózu Swyerova syndromu.

### Související podmínky
Swyerův syndrom představuje jeden fenotypový výsledek selhání správného vývoje pohlavních žláz, a je tedy součástí třídy stavů nazývaných gonadální dysgeneze.
Swyerův syndrom je příkladem stavu, ve kterém vnějškově jednoznačné ženské tělo nese dysgenetické, atypické nebo abnormální pohlavní žlázy. Mezi další příklady patří kompletní syndrom necitlivosti na androgen, částečné smazání X chromozomu, lipoidní vrozená adrenální hyperplazie a Turnerův syndrom.

## Léčba
Po stanovení diagnózy je obvykle zahájena terapie estrogenem a progestogenem, jež podporuje rozvoj ženských charakteristik.

## Epidemiologie
Odhaduje se, že četnost Swyerova syndromu je přibližně 1 ze 100 000 lidí. Od roku 2018 bylo hlášeno méně než 100 případů. Existují velmi vzácné případy rodového Swyerova syndromu.

## Historie
Swyerův syndrom poprvé popsal G. I. M. Swyer v roce 1955 ve zprávě o dvou případech.